# اندیس امیرآباد-۱
امیر آباد-۱ یک اندیس  است که در حوالی شهر مصر استان اصفهان قرار دارد   